# Zlib
Die zlib ist eine freie Programmbibliothek zum Komprimieren und Dekomprimieren von Daten mit dem Deflate-Algorithmus.

## Technik
zlib kann sowohl gzip-Dateien (.gz) erstellen als auch einen Datenstrom bearbeiten. Das Format des ausgegebenen Datenstromes, der Deflate-Algorithmus und das gzip-Dateiformat wurden als RFC 1950, RFC 1951 und RFC 1952 standardisiert. zlib handelt Daten blockweise ab. Die ausgegebenen Blöcke werden durch Adler-32-Prüfsummen geschützt.

## Geschichte
Die Programmbibliothek stammt von Jean-Loup Gailly (Kompression) und Mark Adler (Dekompression), den Autoren von gzip und anderen bekannten Datenkompressionsprogrammen. Ursprünglich erstellt wurde sie für die libpng, die Referenz-Bibliothek für die Deflate-Kompression im PNG-Format. Die erste öffentliche Version 0.9 wurde am 1. Mai 1995 herausgegeben. Neben der mit dem Programm eingeführten Freie-Software-Lizenz (zlib-Lizenz, anerkannt von der OSI und für zahlreiche andere Projekte übernommen) wurde auch darauf geachtet, keine patentierten Algorithmen zu verwenden.
Die kleine, effiziente und vielseitige Bibliothek hat sich besonders unter Linux als De-facto-Standard für die Deflate-(De-)Kompression etabliert, wird von hunderten Programmen benutzt und ist wegen ihres vergleichsweise geringen Speicherverbrauchs auch für Embedded-Systeme beliebt.